# Heterusia conduplicaria
Heterusia conduplicaria là một loài bướm đêm trong họ Geometridae.